# Sérgio Trindade
Pour les articles homonymes, voir Trindade.
Sérgio Campos Trindade, né à Rio de Janeiro le 14 décembre 1940 et mort à New York le 18 mars 2020, est un ingénieur chimiste et chercheur brésilien, spécialiste des énergies renouvelables et du développement économique durable, lauréat du Prix Nobel de la paix en 2007 pour avoir fait partie du Groupe d'experts intergouvernemental sur l'évolution du climat,, l'organisme qui a partagé ce prix avec Al Gore. Il est diplômé de l'Université fédérale de Rio de Janeiro et titulaire d'un doctorat au Massachusetts Institute of Technology. Il est mort de la maladie à coronavirus 2019.